# 디 디 레셔

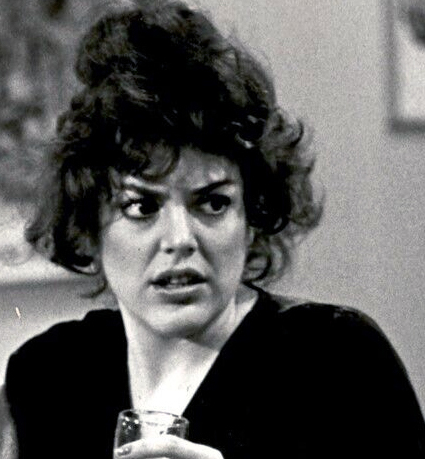

디 디 레셔(Dee Dee Rescher, 1953년 8월 28일 ~ )는 미국의 배우, 성우이다.
미국에서 태어났다.

## 출연 작품
- 타이탄 오브 뉴어크 (2012년)
- 로스트 & 파운드 (1999년)
- 로라 (1997년)
- 더 그레이브 (1996년)
- 더 낸니 (1993년) - 도티 역
- 위험한 동침 (1992년)
- 커뮤니언 (1989년)
- 법정 사건 (1989, Do You Know the Muffin Man?)
- 피부 깊숙이 (1989년)
- 언더러치브 (1987년)
- 집행자 (1986년)
- 나이스 보이스 (1985년)
- 사랑일까요? (1973년)

### 텔레비전
- 킹 오브 퀸즈 (1998년)